# Khao Phanom (huyện)
Khao Phanom (tiếng Thái: เขาพนม) là một huyện (amphoe) ở tỉnh Krabi, Thái Lan.

## Lịch sử
Tiểu huyện (king amphoe) đã được thành lập vào ngày 1 tháng 12 năm 1967 thông từ các tambon Khao Phanom, Khao Din và 2 làng của Khok Yang thuộc huyện Mueang Krabi và tambon Sin Pun từ Khlong Thom. Đơn vị hành chính này đã được nâng cấp thành huyện vào ngày 29 tháng 6 năm 1973.

## Địa lý
Các huyện giáp ranh (từ phía bắc theo chiều kim đồng hồ) Chai Buri và Phrasaeng của tỉnh Surat Thani, Thung Yai của tỉnh Nakhon Si Thammarat, và Lam Thap, Khlong Thom, Nuea Khlong, Mueang Krabi, Ao Luek và Plai Phraya của tỉnh Krabi.
Vườn quốc gia Khao Phanom Bencha bảo vệ rừng xung quanh Phanom Bencha, nằm ở huyện này.

## Hành chính
Huyện này được chia ra thành 6 phó huyện (tambon), các đơn vị này lại được chia thành 54 làng (muban). Khao Phanom là một thị trấn (thesaban tambon) nằm trên một phần của tambon Khao Phanom. Mỗi tambon có một Tổ chức hành chính tambon.
| \| STT. \| Tên \| Tên Thái \| Số làng \| Dân số \| \| \| 1. \| Khao Phanom \| เขาพนม \| 10 \| 9.774 \| \| \| 2. \| Khao Din \| เขาดิน \| 9 \| 7.553 \| \| \| 3. \| Sin Pun \| สินปุน \| 10 \| 7.751 \| \| \| 4. \| Phru Tiao \| พรุเตียว \| 10 \| 7.854 \| \| \| 5. \| Na Khao \| หน้าเขา \| 8 \| 8.024 \| \| \| 6. \| Khok Han \| โคกหาร \| 7 \| 5.026 \| \| | Map of Tambon |          |         |        |  |
| STT. | Tên           | Tên Thái | Số làng | Dân số |  |
| 1. | Khao Phanom   | เขาพนม   | 10      | 9.774  |  |
| 2. | Khao Din      | เขาดิน    | 9       | 7.553  |  |
| 3. | Sin Pun       | สินปุน     | 10      | 7.751  |  |
| 4. | Phru Tiao     | พรุเตียว   | 10      | 7.854  |  |
| 5. | Na Khao       | หน้าเขา   | 8       | 8.024  |  |
| 6. | Khok Han      | โคกหาร   | 7       | 5.026  |  |